# トーマス・ホップカーク

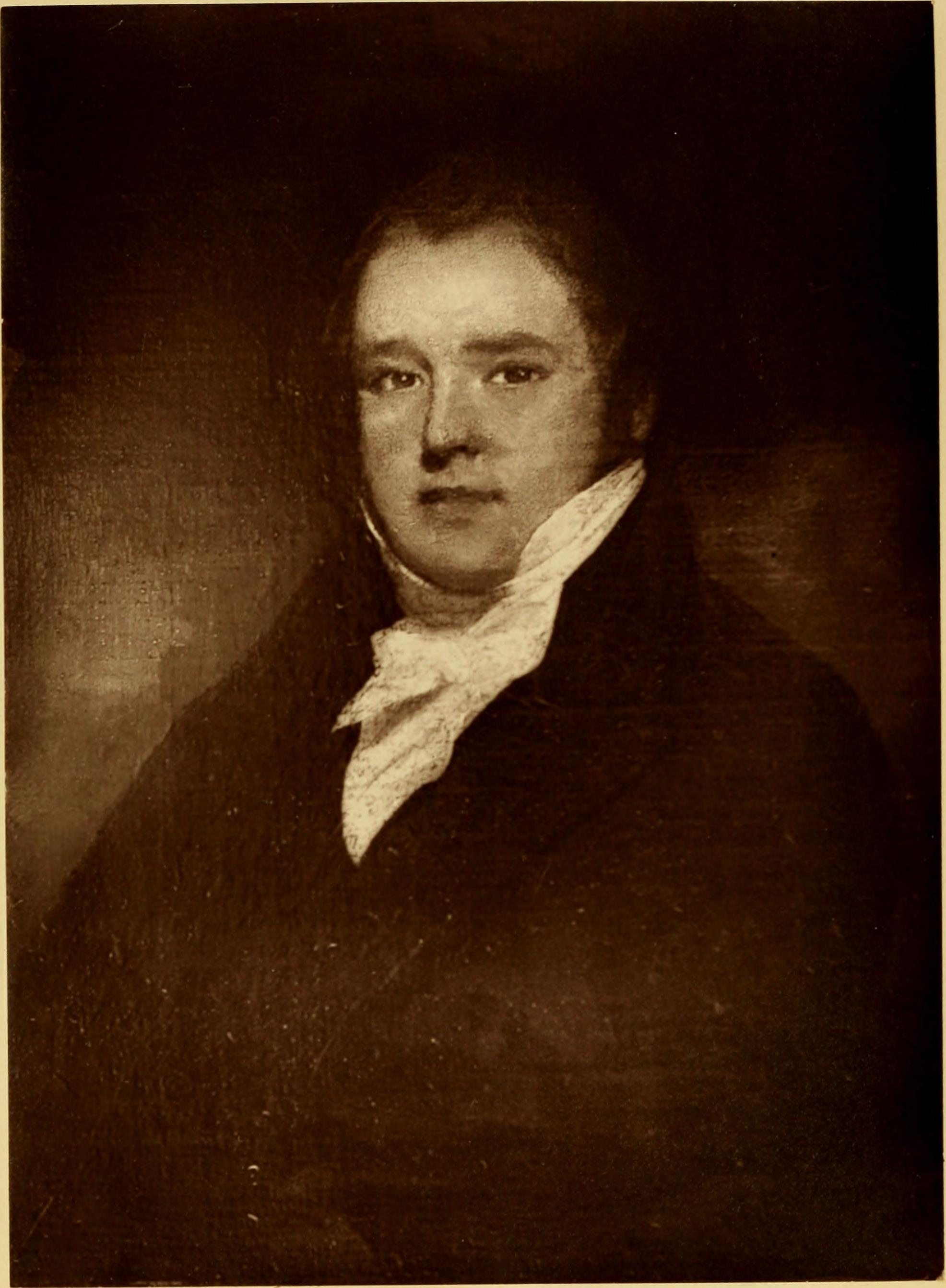

トーマス・ホップカーク（Thomas Hopkirk、1785年7月4日 –1841年8月24日）は、スコットランドの植物学者、版画家（リソグラファー）である。

## 略歴
グラスゴーに生まれた。ホップカーク家はスコティッシュ・ボーダーズのホーイック近くのホップカーク（Hopekirk）を出自とするグラスゴーの名家で、祖父のトーマス・ホップカークはタバコ王と称された富豪で炭鉱業や醸造業、銀行などに経営を広げた。父親のジェームズ・ホップカークもグラスゴー商工会議所の会長を務めた。
トーマス・ホップカークは1800年にグラスゴー大学に入学し、1813年にイギリスの植物誌として最も古いもののひとつである "Flora Glottiana: a catalogue of the indigenous plants on the banks of the River Clyde, and in the neighbourhood of the City of Glasgow"を出版した。この著作は、クライド川の両岸で自ら見つけたの植物を分類した植物目録で。ロンドン・リンネ協会の創立者のジェームズ・エドワード・スミスの著作、Flora Britannicaを参考にし、リンネ協会の会員の意見に従って、リンネの分類が行われていたが図版や説明は付けられていなかった。公務としてはラナークシャーの治安判事を務めた。
グラスゴーの屋敷（Dalbeth House）に膨大な植物のコレクションを作り上げ、その目録を出版した。1812年にリンネ協会のフェローに選ばれた。
1816年に有志と植物園を作り、その会員にはグラスゴー大学の植物学の欽定教授のウィリアム・ジャクソン・フッカーも加わった。約8エーカーの土地にDalbeth Houseの植物を含めて植物が集められた。1817年にグラスゴー王立植物研究所として認可され、グラスゴー植物園が設立された。
1817年に著作『植物の変異種』"Flora Anomoia - a general view of the anomalies in the vegetable kingdom"を出版し、植物の中に現れる、異形のカブやヒイラギの変種、多数のオシベを持つブルーベルなどの変異株について執筆し、チャールズ・ダーウィンの著書『育成動植物の趨異種』（"The Variation of Animals and Plants under Domestication:"1868）に引用された。
植物学書の出版を通じて、リソグラフィーに興味を持ち、1825年に編集者になった雑誌、The Glasgow Looking Glassの図版の一部を製作した。
1835年に法学の名誉博士号を得、1837年には少年向けの栽培書、"The Juvenile Calendar of a Natural History of the Year"を出版した。晩年はアイルランドに移り、ダブリンで没した。